# Multiplan

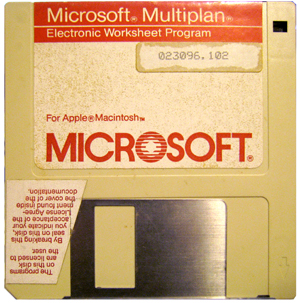
用于 Macintosh 系统的 Microsoft Multiplan 安装磁盘

Multiplan是微軟公司（Microsoft）於1982年推出的電子試算表軟體，在CP/M系統上大獲成功，並試著移植到MS-DOS 和 Xenix。但在MS-DOS系統上，Multiplan敗給了Lotus 1-2-3。之後微軟推出Excel才逆轉整個局面。